# ليو كلارك (لاعب دوري الرغبي)
ليو كلارك (بالإنجليزية: Leo Clarke)‏ هو لاعب دوري الرغبي أسترالي، ولد في 3 أبريل 1978.